# Новий Бронішев
Новий Бронішев (пол. Nowy Broniszew) — село в Польщі, у гміні Миканув Ченстоховського повіту Сілезького воєводства.
Населення — 272 особи (2011).
У 1975-1998 роках село належало до Ченстоховського воєводства.

## Демографія
Демографічна структура станом на 31 березня 2011 року:
|          | Загалом | Допрацездатний вік | Працездатний вік | Постпрацездатний вік |
| -------- | ------- | ------------------ | ---------------- | -------------------- |
| Чоловіки | 139     | 39                 | 88               | 12                   |
| Жінки    | 133     | 27                 | 79               | 27                   |
| Разом    | 272     | 66                 | 167              | 39                   |